# Asplenium lobatum
Asplenium lobatum là một loài dương xỉ trong họ Aspleniaceae. Loài này được Pappe & Rawson mô tả khoa học đầu tiên.